# Dorfkirche Klinken

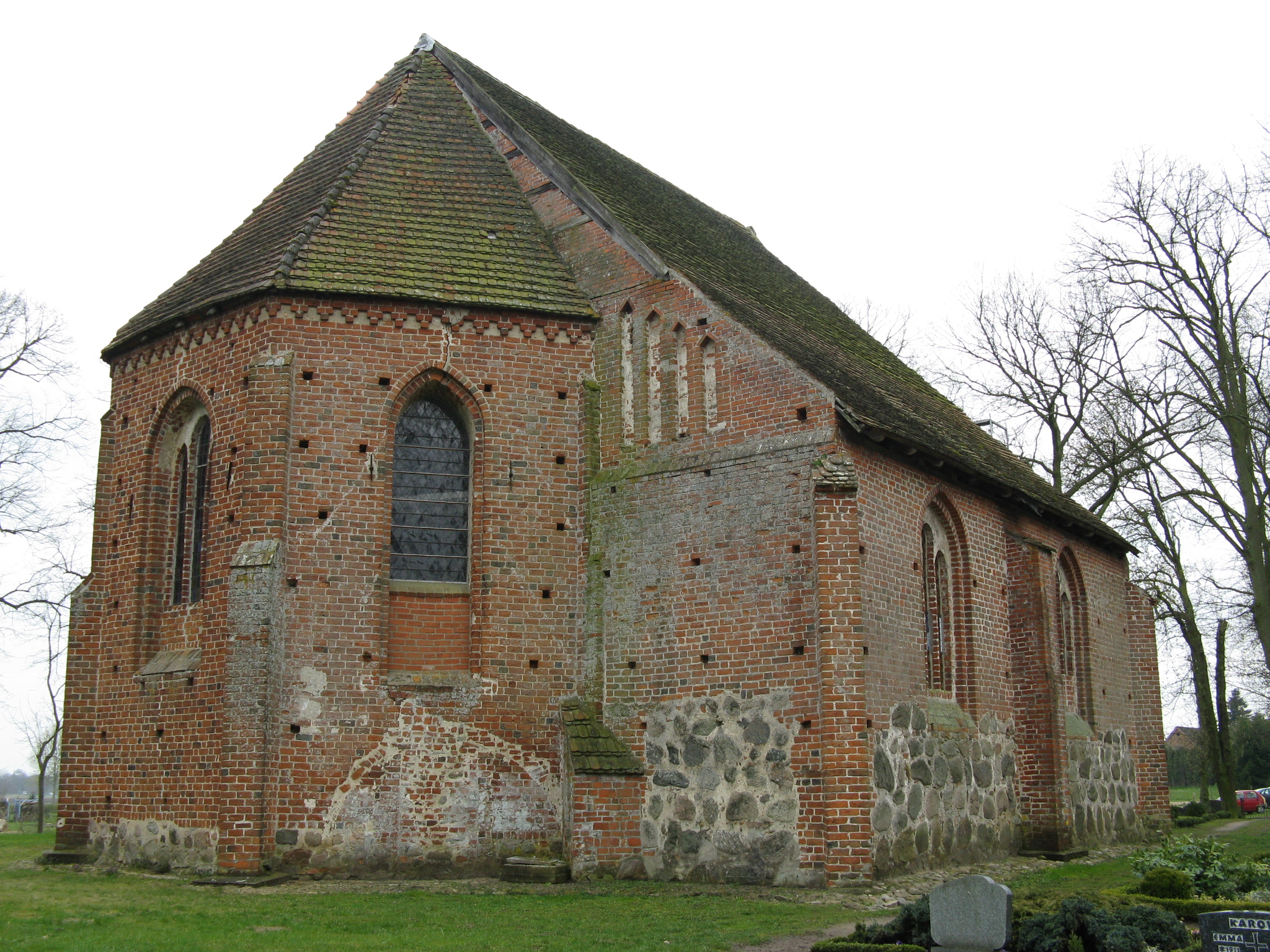
Dorfkirche Klinken

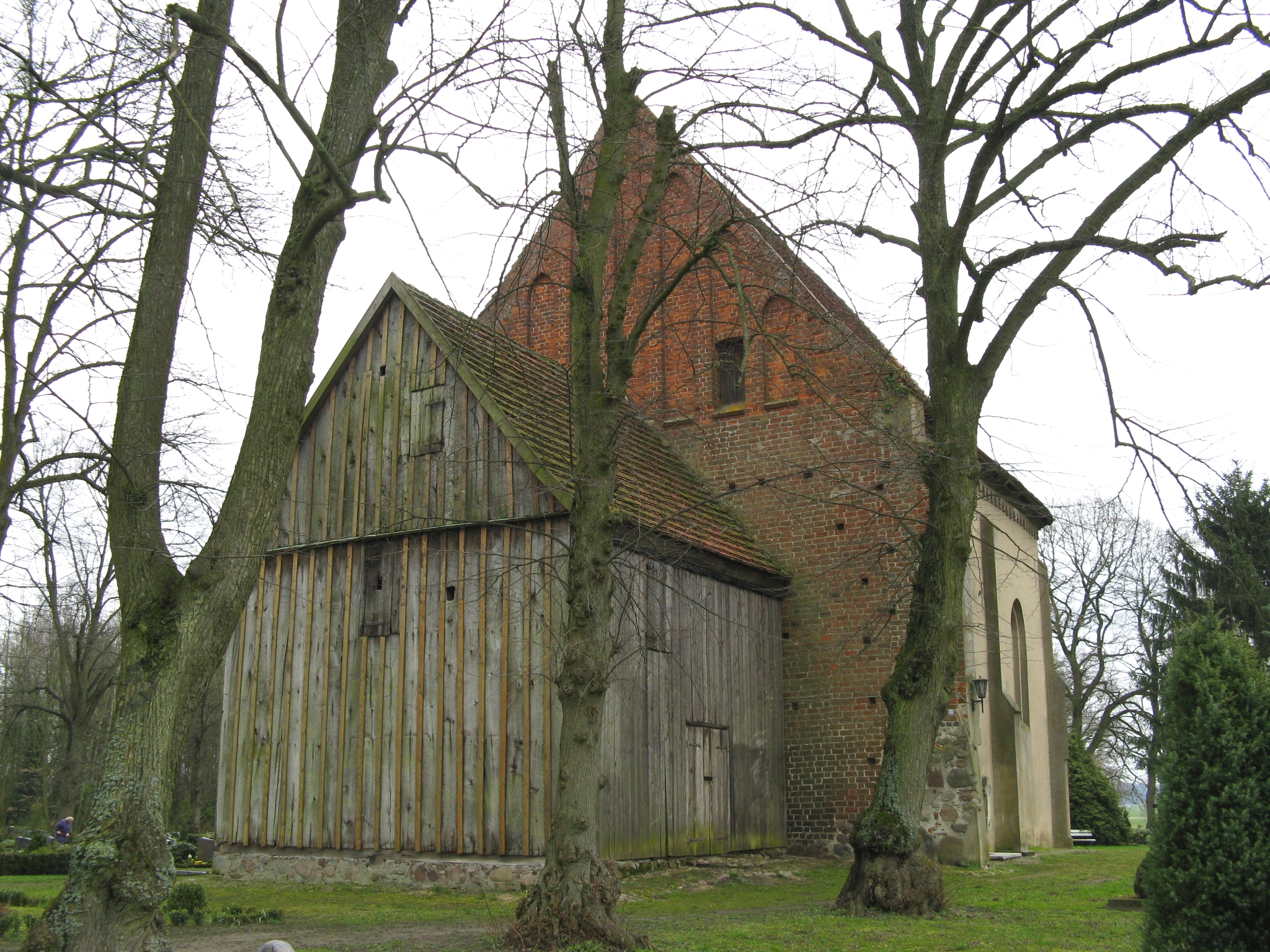
Westseite

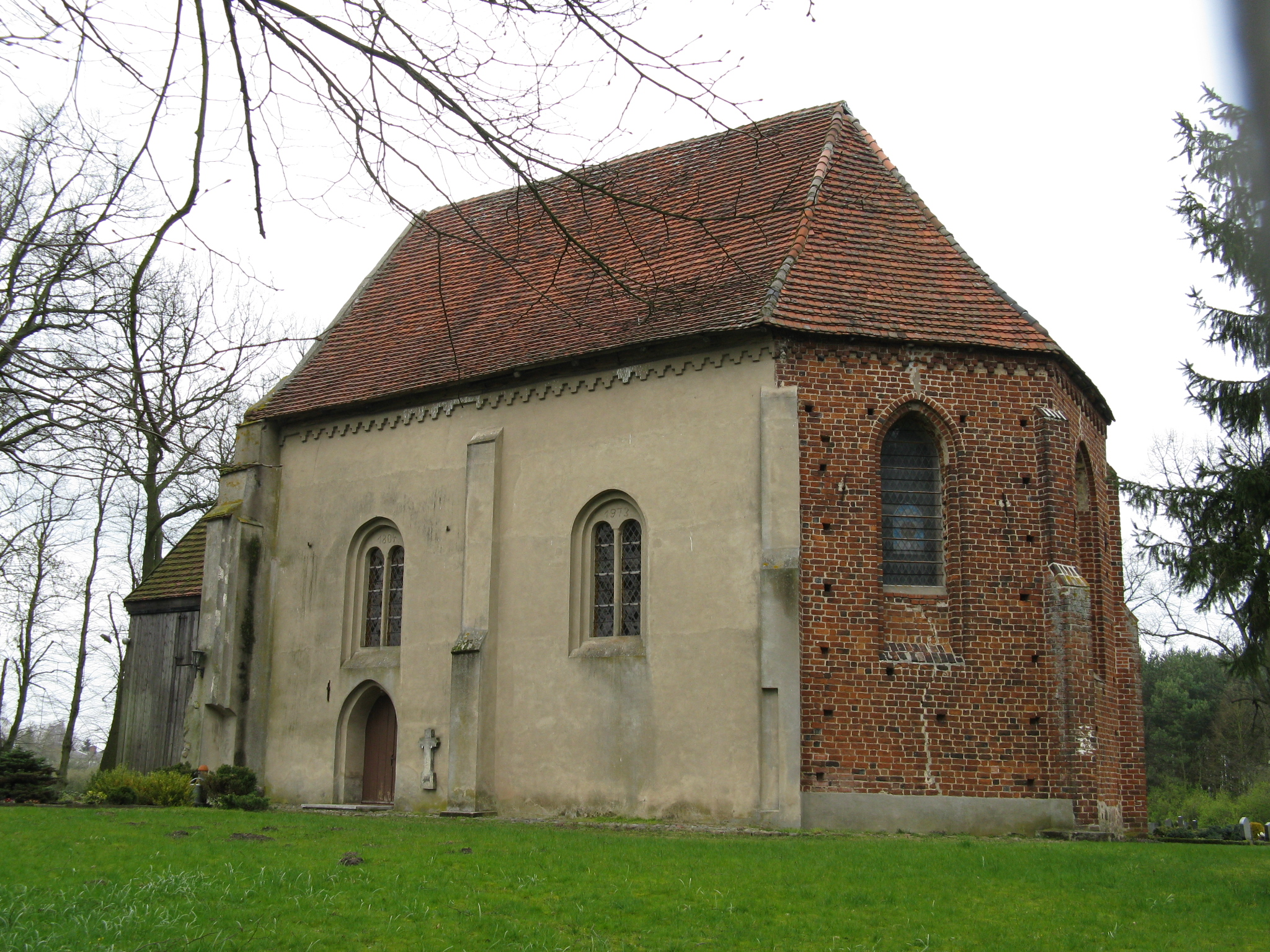
Ansicht von Südost

Die evangelische Dorfkirche Klinken ist eine gotische Backsteinkirche im Ortsteil Klinken der Gemeinde Lewitzrand im Landkreis Ludwigslust-Parchim in Mecklenburg-Vorpommern. Sie gehört zur Kirchengemeinde Klinken in der Propstei Parchim der Evangelisch-Lutherischen Kirche in Norddeutschland (Nordkirche).

## Baugeschichte
Die Dorfkirche Klinken ist ein als Feldsteinbau begonnener Backsteinbau, der als Saalkirche von zwei Jochen mit einem Ostschluss aus drei Seiten eines Sechsecks angelegt wurde und dendrochronologisch auf das Jahr 1300 datiert wurde. Das Bauwerk wurde in der zweiten Hälfte des 14. Jahrhunderts zur Stufenhalle erweitert.

### Äußeres
Im Jahr 1804 wurde das südliche Seitenschiff abgetragen und die Arkadenbögen auf der Südseite vermauert, mit Fenstern versehen und verputzt. Vor der Westfront steht ein Glockenstuhl, der mit Brettern verkleidet wurde. Das Innere ist mit Kreuzrippengewölben abgeschlossen.

### Inneres
Vom Ende des 14. Jahrhunderts sind umfangreiche Wand- und Gewölbemalereien erhalten. Im Chorpolygon sind Heilige, Apostel und Passionsszenen dargestellt. An der Westwand werden Szenen aus dem Marienleben, die Flucht nach Ägypten und der Kindermord in Bethlehem gezeigt. Im Gewölbe wurde feingliedriges Rankenwerk freigelegt.

#### Altar
Das Hauptstück der Ausstattung ist ein mittelalterlicher Schnitzaltar, von dem der Mittelschrein mit der Marienkrönung, flankiert von Anna selbdritt und Johannes dem Evangelisten mit feingearbeitetem Schleierwerk erhalten ist. Auf dem Schrein ist der gekreuzigte Christus mit dem heiligen Andreas und einem nicht bestimmbaren Heiligen dargestellt.

#### Kanzel
Die Kanzel des 17. Jahrhunderts stammt aus der Schelfkirche Schwerin und wurde 1716 in die Kirche Klinken überführt. Der Korb ist mit gedrehten Säulen verziert und wird von einer Schnitzfigur des heiligen Simon von Cyrene aus der Zeit um 1500 getragen, die wahrscheinlich aus einer Kreuztragungsgruppe stammt. Eine weitere Figur aus der Zeit um 1500 stellt die Heilige Kümmernis dar und stammt aus der Dorfkirche in Domsühl.
Die hölzerne Taufe mit reichem Schnitzwerk aus der zweiten Hälfte des 17. Jahrhunderts stammt aus der Kirche in Hagenow.

#### Orgel
Die Orgel mit neugotischem Prospekt wurde 1841 als das Meisterstück von Johann Heinrich Runge erbaut und 1845 von der Kirche in Klinken angekauft. Sie hat acht Register auf einem Manual mit angehängtem Pedal. Im Jahr 2016 wurde eine Restaurierung dieser Orgel von der Stiftung Orgelklang gefördert.

#### Glocke
Im Turm der Kirche befindet sich nur noch eine Glocke mit einem Durchmesser von 77 cm, die 1873 vom Großherzoglichen Hofglockengießer und Feuerspritzenfabrikant  Johann Carl Eduard Albrecht in Wismar gegossen wurde.
Sie trägt den Spruch: „GEHET ZU SEINEN THOREN EIN MIT DANKEN, ZU SEINEN VORHÖFEN MIT LOBEN: DANKET IHM, LOBET SEINEN NAMEN !“ Die zweite Glocke wurde bereits im Ersten Weltkrieg eingeschmolzen.